# Фолсом (Нью-Джерсі)
Фолсом (англ. Folsom) — місто (англ. borough) в США, в окрузі Атлантик штату Нью-Джерсі. Населення — 1811 особа (2020).

## Географія
Фолсом розташований за координатами 39°35′40″ пн. ш. 74°50′38″ зх. д. / 39.59444° пн. ш. 74.84389° зх. д. (39.594537, -74.843972).  За даними Бюро перепису населення США в 2010 році місто мало площу 21,86 км², з яких 21,24 км² — суходіл та 0,61 км² — водойми.

## Демографія
Згідно з переписом 2010 року, у селищі мешкало 1885 осіб у 688 домогосподарствах у складі 526 родин. Було 717 помешкань
Расовий склад населення:
| - 90,9 % — білих - 4,2 % — чорних або афроамериканців - 0,8 % — азіатів - 0,2 % — вихідців з тихоокеанських островів - 0,2 % — корінних американців - 1,9 % — осіб інших рас |

До двох чи більше рас належало 1,9 %. Частка іспаномовних становила 6,7 % від усіх жителів.
За віковим діапазоном населення розподілялося таким чином: 22,1 % — особи молодші 18 років, 66,8 % — особи у віці 18—64 років, 11,1 % — особи у віці 65 років та старші. Медіана віку мешканця становила 41,8 року. На 100 осіб жіночої статі у селищі припадало 98,8 чоловіків;  на 100 жінок у віці від 18 років та старших — 96,7 чоловіків також старших 18 років.
Середній дохід на одне домашнє господарство  становив 82 777 доларів США (медіана — 66 250), а середній дохід на одну сім'ю — 91 610 доларів (медіана — 76 667). Медіана доходів становила 56 250 доларів для чоловіків та 52 500 доларів для жінок. За межею бідності перебувало 6,4 % осіб, у тому числі 4,4 % дітей у віці до 18 років та 4,7 % осіб у віці 65 років та старших.
Цивільне працевлаштоване населення становило 841 осіб. Основні галузі зайнятості: освіта, охорона здоров'я та соціальна допомога — 24,4 %, роздрібна торгівля — 14,4 %, мистецтво, розваги та відпочинок — 12,1 %, транспорт — 10,0 %.